# Santa Eulália (São Martinho de Mouros)
Santa Eulália é uma aldeia portuguesa da freguesia de São Martinho de Mouros, pertencente ao Município de Resende.

## Património
- Capela de Santa Eulália